# Kaljo Kiisk
Kaljo Kiisk (ur. 3 grudnia 1925 w miejscowości Voka w Virumie Wschodniej, zm. 20 września 2007 w Tallinnie) – estoński reżyser i aktor filmowy.
W swoich filmach afirmował radziecką ideologię, jednocześnie jednak uwidoczniał w nich dramatyzm lat 40., m.in. w dramatach Jaäminek (Lody ruszyły, 1962), Tuuline rand (Brzeg wiatru, 1971), Metskannikesed (Leśne fiołki, 1980). Odszedł od konwencji filmu radzieckiego, nawiązując do stylu ekspresjonistycznego - m.in. w filmie Hullumeelsus (Obłęd, 1968), i poetyki absurdu (Toomas Nipernaadi, 1982).